# Línia successòria al tron de Brunei
La successió al tron de Brunei és pels descendents mascles legítims del sultà Hashim Jalilul Alam Aqamaddin. Els fills de les mullers reials tenen preferència respecte als fills de les no reials.
- Sultà Omar Ali Saifuddien III (1914–1986)
  -  Sultà Hassanal Bolkiah (n. 1946)
    - (1) Príncep hereu Al-Muhtadee Billah (n. 1974): fill gran de Hassanal Bolkiah amb la seva primera muller
      -  (2) Príncep Abdul Muntaqim (n. 2007): net de Hassanal Bolkiah, fill d'Al-Muhtadee Billah

    - (3) Príncep Abdul Malik (n. 1983): segon fill de Hassanal Bolkiah amb la seva primera muller
    - (4) Príncep hagg 'Abdu'l 'Azim (n. 1982): fill gran de Hassanal Bolkiah amb la seva segona muller
    - (5) Príncep Abdul Mateen (n. 1991): segon fill de Hassanal Bolkiah amb la seva segona muller
    -  (6) Príncep Anak 'Abdu'l Waqeel (n. 2006): fill gran de Hassanal Bolkiah amb la seva tercera muller

  - (7) Príncep Haji Muhammad Bolkiah (n. 1947): germà de Hassanal Bolkiah, segon fill d'Omar Ali Saifuddien III
    - (8) Príncep 'Abdu'l Qawi (n. 1974): fill gran de Muhammad Bolkiah
    - (9) Príncep 'Abdu'l Fattah (n. 1982): segon fill de Muhammad Bolkiah
    - (10) Príncep 'Abdu'l Mu'min (n. 1983): tercer fill de Muhammad Bolkiah
    - (11) Príncep Omar 'Ali (n. 1986): quart fill de Muhammad Bolkiah
    -  (12) Príncep 'Abdu'l Muqtadir: cinquè fill de Muhammad Bolkiah

  - (13) Príncep hagg Sufri Bolkiah (n. 1951): germà de Hassanal Bolkiah, tercer fill d'Omar Ali Saifuddien III
    - (14) Príncep Muhammad Safiz (n. 1974): fill de Sufri Bolkiah
    - (15) Príncep 'Abdu'l Khaliq: fill de Sufri Bolkiah
    -  (16) Príncep 'Abdu'l Aleem: fill de Sufri Bolkiah

  -  (17) Príncep Haji Jefri Bolkiah (n. 1954): germà de Hassanal Bolkiah, quart fill d'Omar Ali Saifuddien III
    - (18) Príncep hagg 'Abdu'l Hakim (n. 1973): fill de Jefri Bolkiah
    - (19) Príncep Muda Bahar (n. 1981): fill de Jefri Bolkiah
    -  (20) Príncep Kiko (n. 1995): fill de Jefri Bolkiah